# Stati provinciali dell'Olanda Meridionale
Gli Stati provinciali dell'Olanda Meridionale (in olandese Provinciale Staten van Zuid-Holland), noti anche come Stati dell'Olanda Meridionale (Staten van Zuid-Holland), sono gli stati provinciali dell'Olanda Meridionale, l'organo legislativo della provincia. I suoi 55 seggi vengono assegnati ogni quattro anni tramite elezioni provinciali.

## Storia
Prima dell'istituzione dell'Olanda Meridionale come provincia, la parte meridionale dell'Olanda era rappresentata negli Stati d'Olanda da 50 dei suoi 90 membri. Gli Stati dell'Olanda Meridionale furono istituiti nel 1840, quando la provincia d'Olanda fu divisa. Il nuovo organo era composto da 86 membri: 10 aristocratici, 41 membri eletti dai consigli comunali e 35 membri eletti dai consigli rurali. Tra le città c'erano Rotterdam (rappresentata da 10 membri) e L'Aia (8) Leida (5), Dordrecht (4), Delft (3), Gorinchem, Gouda, Schiedam (2 ciascuno), Brielle, Maassluis, Schoonhoven, Vlaardingen e Woerden (1 ciascuno). Tutti i distretti rurali erano rappresentati da due membri, ad eccezione del distretto di Meerkerk, che ne aveva tre. I membri rimanevano in carica per sei anni, con elezioni per il rinnovo di un terzo dei seggi che si tenevano ogni due anni. Le elezioni si tenevano il 1° giugno, mentre i nuovi membri eletti entravano in carica esattamente un mese dopo, il 1° luglio. Gli Stati dell'Olanda Meridionale avevano anche un ruolo nell'elezione dei 12 sui 58 membri della Tweede Kamer.
Questa composizione fu mantenuta fino al 1850, due anni dopo la Riforma costituzionale del 1848, quando la Legge provinciale del ministro de'interno Johan Rudolph Thorbecke introdusse le elezioni dirette negli Stati provinciali. Gli Stati erano ora composti da 80 membri eletti direttamente nei distretti elettorali per un mandato di 6 anni, con elezioni per il rinnovo della metà dei seggi ogni tre anni. I nuovi membri entravano sempre in carica il 1° luglio, ma le elezioni si tenevano da questo momento il secondo martedì di maggio, mentre le elezioni suppletive dovevano essere indette entro due mesi dalla vacanza del seggio in questione. La prima elezione diretta si tenne nel 1852; in un regime transitorio, i membri furono eletti in tredici distretti elettorali, ognuno dei quali eleggeva sei o sette membri utilizzando un sistema elettorale maggioritario. Nel 1853, la provincia fu definitivamente divisa in diciassette distretti, con una dimensione variabile da tre a tredici seggi. Nel 1897 furono aggiunti altri due seggi, portando il totale a 82. In questo periodo, gli Stati erano responsabili dell'elezione dei rappresentanti della provincia nella Eerste Kamer.
Dal 1919, gli Stati dell'Olanda Meridionale sono stati eletti utilizzando il sistema proporzionale di lista di partito in un distretto provinciale. In quell'anno, i mandati furono ridotti a quattro anni. Gli Stati furono temporaneamente sciolti durante l'occupazione tedesca dei Paesi Bassi, a partire dall'estate del 1941. Membri di spicco degli Stati dell'Olanda Meridionale includono Suze Groeneweg, Dirk Jan de Geer e Pieter Oud.